# Михайло Бурляш
Михайло Бурляш (нар. 10 жовтня 1971, Харків) — музикант, автор-виконавець, композитор, письменник.

## Життєпис
Народився 10 жовтня 1971 року в Харкові. Під час навчання в Інституті грав у студентському театрі.
З 2014 року організатор і фронтмен фестивалю «Берещенье».
У 2017 році став лауреатом 15-го фестивалю шансону пам'яті Михайла Круга в Твері.
Лауреат премії радіо Шансон «Шансон року-2022». Отримав золоту статуетку як виконавець і автор музики до пісні «Гетера» на слова поета Михайла Гуцерієва.
Про шансон:
Оригінальний текст (рос.)
Ни одну семью тюрьма в нашей стране не обошла, как и война. Эта тупая реальность, которую сложно игнорировать в лирике, и вот поэтому и рефлексируют.
Жодну сім'ю в'язниця в нашій країні не оминула, як і війна. Ця тупа реальність, яку складно ігнорувати в ліриці, і ось тому і рефлексують.
Автор понад 7 художніх книг.